# تپه باش قلعه
تپه باش قلعه مربوط به دوره اشکانیان است و در شهرستان کمیجان، بخش میلاجرد، دهستان خسروبیگ، روستای آمره واقع شده و این اثر در تاریخ ۲۶ اسفند ۱۳۸۶ با شمارهٔ ثبت ۲۲۰۷۸ به‌عنوان یکی از آثار ملی ایران به ثبت رسیده است.